# Бородинская пещера
Бородинская пещера — геологический памятник природы республиканского значения в Боградском районе Хакасии (4,5 км западнее деревни Толчея, 20 км юго-западнее села Бородино). Образован решением Красноярского крайисполкома № 351—13 от 08.06.1977.
Карстовая пещера, расположенная на южном склоне хребта Тегир-Тыз, общей протяженностью ходов 1500 м и глубиной 65 м, имеется 7 больших гротов. Место обитания летучих мышей.
Имеет природоохранное, научное, просветительское, рекреационное значение.